# Bedcsula Tamás
Bedcsula Tamás (Felsőszentiván, 1805. december 16. (keresztelés) – Kalocsa, 1864. január 24.)  kalocsai kanonok, apát.

## Élete
Földműves bunyevác szülőktől származott, apja Besula András. Iskoláit Kalocsán és Győrött végezte; a kalocsai papnevelőben folytatta hittanulmányait és fölszentelése után 1830-tól néhány évig káplánkodott, nevezetesen Baján is; később Klobusiczky Péter érsek maga mellé vette udvari káplánnak, később titkára lett és mint ilyen kísérte őt az országgyűlésre is. Az érsek őt 1840-ben tiszteletbeli és 1843-ban valóságos kanonokká neveztette ki. Klobusiczky halála után kalocsai plébános lett és 1848-ban Szent Katalin scharengrádi apátja.

## Munkái
- Bucsúzó beszéd hiveitől elválása alkalmával a kalocsai plébániatemplomban. Szabadka, 1853.
- Vita Petri Klobusiczky de eadem metropolitanarum Colocensis et Bacsiensis ecclesiarum canonice unitarum archi-episcopi. Colocae, 1859. (Ism. Religio 1859. 22. sz.)
- Duo cycli meditationum quadriduanarum. Uo. 1863.